# Purpuricenus sanguinolentus
Purpuricenus sanguinolentus là một loài bọ cánh cứng trong họ Cerambycidae.